# Lža
La Lža (in russo Лжа, Льжа?; in lingua lettone: Ludza) è un fiume della Lettonia e della Russia nord-occidentale, affluente di destra della Utroja. Scorre attraverso i comuni di Ludza, Cibla e Kārsava (Lettonia) e l'oblast' di Pskov (Russia). Appartiene al bacino del Mar Baltico.

## Descrizione
Il fiume ha origine dal lago Lielajs-Ludzas (Grande Ludzas), sulle cui rive si trova la città di Ludza. Dopo la sorgente, scorre verso nord in una zona paludosa, con un corso tortuoso. Segna per un  tratto il confine tra la Lettonia e Russia, dopo circa 25 chilometri entra nel territorio russo, dove scorre verso nord parallelamente ai fiumi Sinjaja (a est) e Utroja (a ovest). La corrente in questa zona è abbastanza veloce. La foresta lungo le rive è sostituita da prati paludosi. Sfocia nell'Utroja a 36 km dalla foce. Ha una lunghezza di 156 km; l'area del suo bacino è di 1 540 km².